# آتاناس آتاناسوف (بازیکن فوتبال، زاده ۱۹۶۹)
آتاناس آتاناسوف (انگلیسی: Atanas Atanasov؛ زادهٔ ۱۶ مارس ۱۹۶۹) بازیکن فوتبال اهل بلغارستان بود.